# Maisie Peters
Maisie Hannah Peters (nascuda el 28 de maig de 2000) és una cantant i compositora anglesa. Va començar la seva carrera professional de manera independent, llançant dos senzills. El 2018 va signar amb Atlantic Records, publicant dos EP i la segona banda sonora de la sèrie de comèdia britànica Trying.
El 2021, va deixar Atlantic i va signar amb Gingerbread Man Records d'Ed Sheeran. Poc després, va llançar el seu àlbum d'estudi debut, You Signed Up for This . Peters va llançar el seu segon àlbum, The Good Witch, el juny de 2023. Peters es va convertir en l'artista femenina britànica més jove a encapçalar les llistes d'àlbums del Regne Unit en gairebé una dècada amb The Good Witch.

## Primers anys
Maisie Hannah Peters va néixer el 28 de maig de 2000 a Steyning, una petita ciutat de West Sussex, Anglaterra. Té una germana bessona, Ellen, que va ser la inspiració darrere del senzill "Brooklyn" del 2021.
Maisie Peters va començar a cantar quan tenia vuit anys. Va escriure la seva primera cançó amb nou anys i va començar a escriure cançons regularment amb 12 anys, després d'aconseguir en préstec la guitarra d'un amic seu per un projecte escolar. Va estudiar a la Steyning Grammar School, on va guanyar el concurs de talents l'any 2015 cantant la seva cançó "Electric". Als 15 anys va començar a actuar als carrers de Brighton i a penjar cançons al seu canal de YouTube.

## Carrera

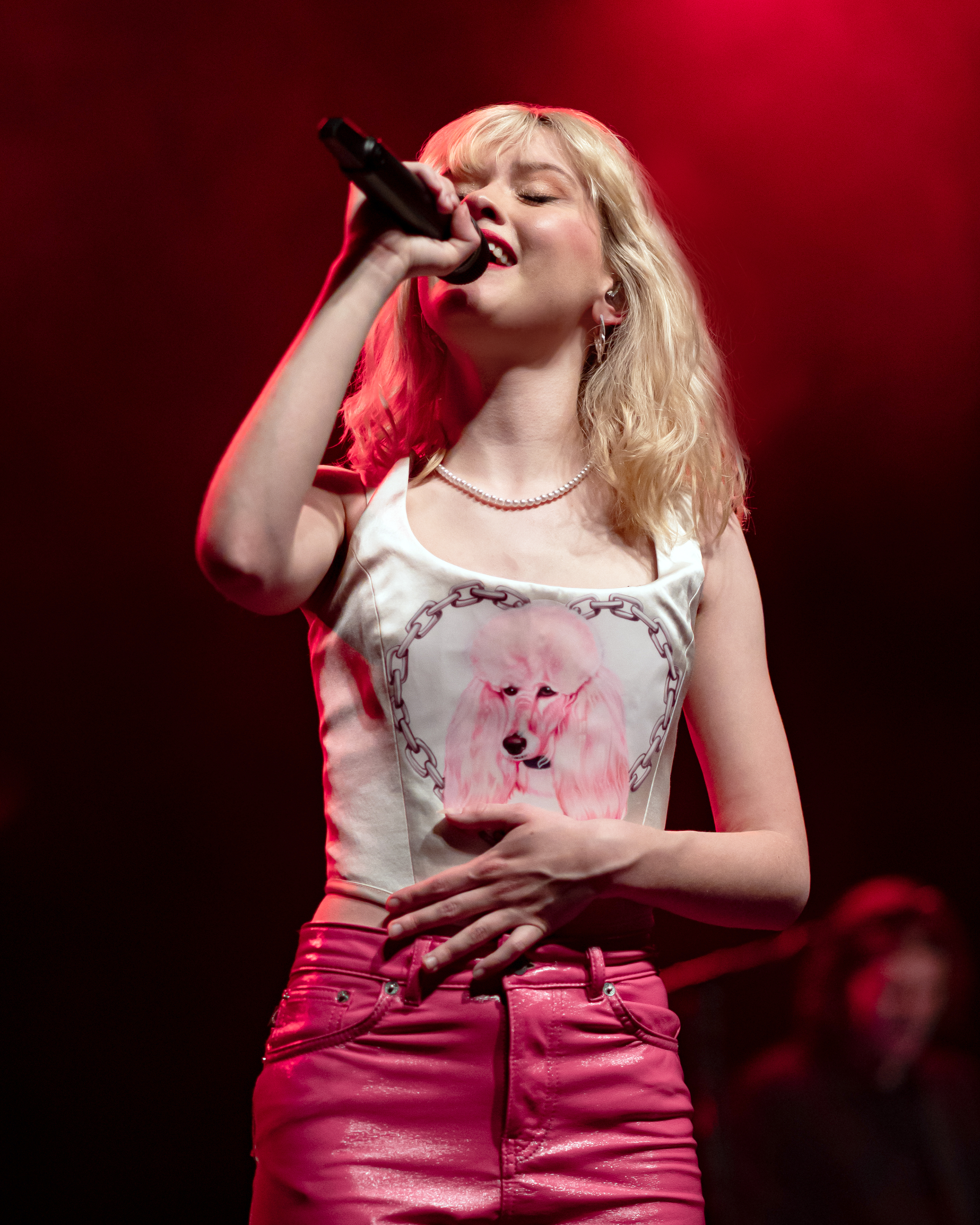
Maisie Peters actuant al teatre El Rey l'any 2022

L'any 2016 va fer el seu primer espectacle gravat, interpretant diverses cançons originals a The Ayala Show. Durant l'agost de 2017 va llançar de manera independent el seu senzill debut "Place We Were Made". Quatre mesos després va llançar el seu segon single, "Birthday". Les cançons van cridar l'atenció en l'entorn indie-pop i "Place We Were Made" va ser declarada la cançó de la setmana a BBC Introducing a principis de 2018. Com a resultat d'aquesta atenció, Maisie Peters va firmar amb Atlantic Records UK. Seguidament va llançar diversos senzills i dos EP: "Dressed Too Nice for a Jacket" i "It's Your Bed Babe, It's Your Funeral".
L'any 2020, Maisie Peters va escriure la cançó "Smile" per a la banda sonora de la pel·lícula "Birds of Prey". També va anunciar el seu paper com a telonera en la part europea del Meet Ya Tour de Niall Horan. Tanmateix, aquests concerts es van acabar cancel·lant degut a la Pandèmia de COVID-19. Maisie Peters va participar en la banda sonora de la sèrie original d'Apple TV+ "Trying". Va escriure i interpretar totes les cançons, amb una col·laboració de James Bay en la cançó "Funeral". Sobre aquestes dates, Maisie Peters va crear un Club de lectura per Instagram.
El 15 de Juny de 2021, Maisie Peters va marxar de Atlantic Records i va firmar amb Gingerbread Man Records de Ed Sheeran. Sota aquesta discogràfica va llançar el seu àlbum debut You Signed Up for This el 27 d'Agost de 2021. L'àlbum va debutar en el top 2 del UK Albums Chart i va ser l'àlbum més venut a les botigues de discos indie aquella setmana. Amb els dos primers senzills de l'àlbum, "John Hughes Movie" i "Psycho", Maisie Peters va aconseguir les seves primeres posicions en el UK Singles Chart. Va iniciar la seva primera gira en solitari el 2022, actuant pels Estats Units. Aquell mateix any, va actuar de telonera en el "+–=÷x Tour" de l'Ed Sheeran. Mentre estava de gira, va llançar els senzills "Cate's Brother", "Blonde", "Good Enough" i "Not Another Rockstar".
El 27 de Gener de 2023, Maise Peters va llançar "Body Better", el senzill principal del seu segon àlbum, descrivint la cançó com una de les seves cançons més honestes. Seguint aquest senzill, el 15 de Febrer de 2023 va anunciar el llançament del seu segon àlbum The Good Witch, que va ser publicat el 23 de Juny de 2023, i que va descriure com la seva "versió retorçada d'un àlbum de ruptura". El 27 d'Octubre de 2023 va llançar una versió deluxe que incloïa sis cançons addicionals. Maisie Peters va actuar com a telonera per a l'Eras Tour de la Taylor Swift el 19 d'Agost de 2024.

## Influències musicals
Maisie Peters es declara a ella mateixa com una gran fan de Taylor Swift, a qui considera una influència formativa en la seva música. Va expressar també admiració per al grup Girls Aloud i l'artista Lily Allen. En les seves cançons més de Pop-rock ha expressat les influències dels grups Arctic Monkeys, My Chemical Romance, Florence and the Machine, All Time Low i Fall Out Boy.

## Discografia
- You Signed Up for This (2021)
- The Good Witch (2023)